# Мертвец из Тумстоуна
«Мертвец из Тумстоуна» (англ. Dead in Tombstone) — американский фильм в жанре боевика-вестерна в элементами хоррора и фэнтези, снятый режиссёром Роэлем Рейном с Дэнни Трехо, Диной Мейер, Энтони Майклом Холлом и Микки Рурком в главных ролях. Фильм вышел на Blu-ray и DVD 22 октября 2013 года.

## Сюжет
На Диком Западе орудует жестокая банда, известная как Блэкуотерская шайка, главарём которой является мексиканец Герреро де ла Круз (Дэнни Трехо). За головы участников банды назначена суммарная награда в двести тысяч долларов, в её состав входят: головорез-десперадо Рамос (Ронан Саммерс), подрывник Вашингтон (Раду Мику), грабитель поездов Баптист (Эмиль Хоштина), головорез и угонщик скота Дарко (Овидиу Никулеску), вор и мошенник Змей (Эдвард Экрут). В начале фильма они врываются в укреплённый форт и устраивают там бойню, чтобы спасти сводного брата Герреро, ганфайтера Реда Кавано по прозвищу «Рохо» (Энтони Майкл Холл), которого собирались повесить за убийство более чем сорока человек.
После спасения Реда, Блэкуотерская семёрка останавливается у реки на привал. Ред благодарит брата за спасение и рассказывает о городке Эдендейл в штате Колорадо, где недавно на кварцевых приисках обнаружили богатую золотую жилу. В городе возник спор по поводу того, кому должно принадлежать золоту — «отцам-основателям» Эдендейла или владельцу шахты. Местный шериф, Боб Месси (Дэниел Лапейн) занимает нейтральную сторону в конфликте и решает, что спор должен быть разрешён в федеральном суде в Денвере. Однако неопытный блюститель закона вместо того, чтобы отправить под охраной добытое золото в Денвер, оставляет его в городе. Блэкутореская шайка отправляется в Колорадо, чтобы ограбить хранилище Эдендейла и забрать золото себе.
Бандиты прибывают в Эдендейл и успешно осуществляют задуманное: Герреро и Ред обезвреживают охрану хранилища, а Вашингтон высаживает двери при помощи динамита, после чего банда загружает украденное золото на повозки. Однако затем Ред, в руки к которому попал договор на право владения золотым рудником, убивает шерифа Месси на глазах его жены, Калатеи (Дина Мейер). Он объявляет себя новым вожаком Блэкуотерской шайки и стреляет в своего сводного брата. Ред предлагает остальным членам банды остаться в Эдендейле: владея золотым прииском, им больше не придётся прятаться от властей и они станут правителями города. После некоторых колебаний, бандиты соглашаются, после чего каждый из них наставляет револьверы на Герреро и расстреливает его. Похоронив бывшего главаря, Ред решает переименовать Эдендейл в Тумстоун (англ. Tombstone; рус. Надгробие) — как предупреждение другим авантюристам, которые могут прийти в город за золотом.
Тем временем, Герреро попадает в Ад, где предстаёт перед Люцифером (Микки Рурк) в образе кузнеца, который выжигает ему на груди крест. Герреро узнаёт в нём человека, преследовавшего его в видениях. Ему удаётся сделку с Люцифером: он вернётся к жизни и убьёт Блэкуотерскую шестёрку в течение суток, а взамен Дьявол отпустит его из Ада. Если же ему не удастся — душу Герреро ждут вечные мучения.
Ровно год спустя своей гибели Герреро де ла Круз восстаёт из мёртвых. Первым делом он наведывается к бандиту по имени Рамос, у которого хранятся его чёрные плащ и шляпа, а также револьверы в разобранном виде. Вернув себе оружие, Герреро убивает бывшего подельника. Он также возвращает себе свою лошадь и, погрузив на неё тело Рамоса, отправляется в церковь, где встречает Калатею. Вдова шерифа понимает, что у города появилась надежда на избавление от засевшей там банды Реда Кавано, которая уже значительно разрослась: в город регулярно прибывают бесчисленные воры, убийцы и проститутки. Герреро кладёт труп Рамоса в один из шести гробов, заготовленных для банды, и выставляет их перед церковью на всеобщее обозрение. Рано утром другой член банды, Баптист, впадает в панику после обнаружения тела своего товарища. Герреро заманивает Баптиста и группу его подручных на скотобойню и методично расправляется с преступниками, в конце концов стреляя в голову предателя, шокированному его возвращению.
Герреро направляется в салун, где вновь встречает Люцифера, который сообщает ему, что половина его срока уже истекла. Затем в салун врываются Ред (к тому времени ставший самопровозглашённым шерифом Тумстоуна), Змей и Дарко. Члены банды удивлены восстанию из мёртвых своего бывшего главаря; завязывается перестрелка. Дарко пытается расстрелять Герреро из пулемёта Гатлинга, но тот убивает его бутылкой из-под виски. Остальные бандиты спасаются бегством, а сам Герреро едва не гибнет под копытами лошади Реда. Он останавливает Калатею, которая собиралась убить Реда, так как согласно договору с дьяволом он сам должен отправить бандитов в Ад. Калатея предлагает ему помощь в устранении приспешников Блэкуотерской шайки, желая отомстить за гибель своего мужа. К ним присоединяются и другие горожане во главе с ирландцем Джеком Саттером (Ричард Диллейн), который в прошлом претендовал на право владения золотыми приисками. Джек рассказывает, что оставшиеся в живых бандиты укрылись на шахте неподалёку.
Проникнув в глубины шахты, Герреро и Калатея вступают в бой с приспешниками Реда и группой коррумпированных федеральных маршалов. Расправившись с большей частью противников, Герреро перерезает горло подрывнику Вашингтону, который был управляющим на шахте. У него остаётся пять часов, на то чтобы убить последних двух из Блэкуотерской шайки — Реду и Змею. Возвратившись в Тумстоун, Герреро почти настигает Реда, но тому снова удаётся уйти. Калатея оказывается захвачена в плен и Змей вместе с большим отрядом головорезов угрожает её убить. Мексиканец убивает Змея метким выстрелом в глаз, а горожане во главе с Джеком уничтожают преступников. Сам Герреро оказывается тяжело ранен и погибает, вновь оказываясь в Аду. Люцифер великодушно возвращает его, напоминая, что у него остался всего лишь час времени, чтобы убить Реда Кавано.
Джек и горожане загоняют Реда, лишившегося остатков своей банды, на площадь перед церковью. Он все ещё держит Калатею в заложниках, когда перед ним появляется Герреро с двумя револьверами наперевес. Он предлагает Реду честную дуэль, и тот отпускает женщину. За несколько минут до окончания срока, отведённого Герреро, сводные братья выхватывают оружие и стреляют друг в друга. Люцифер, с усмешкой наблюдающий за дуэлью, по мановению руки заставляет пули облетать стрелков, и тогда главный герой вступает с Редом в рукопашную схватку в ближайшей кузнице. Герреро убивает Реда стальным крестом, который выковал Люцифер в образе кузнеца. И хотя мститель опоздал на две минуты, все шесть гробов у церкви в итоге оказываются заполнены телами всей Блэкуотерской шайкой.
В финале Герреро приходит в церковь на исповедь, туда же заявляется Дьявол. Он предлагает новый договор: отныне Герреро будет поставлять ему души грешников на регулярной основе, ведь Дикий Запад переполнен полчищами убийц, воров и других бандитов. Герреро соглашается и скачет вдаль, а Люцифер возвращается в Ад, где пытает душу Реда Кавано.

## В ролях
| Актёр             | Роль                                                  |
| ----------------- | ----------------------------------------------------- |
| Дэнни Трехо       | бывший главарь Блэкуотерской шайки Герреро де ла Круз |
| Дина Мейер        | жена шерифа Калатея Месси                             |
| Энтони Майкл Холл | новый главарь Блэкуотерской шайки Ред Кавано / «Рохо» |
| Микки Рурк        | Люцифер                                               |
| Ричард Диллейн    | один из основателей Эдендейла Джек Саттер             |
| Эдвард Экрут      | бандит из Блэкуотерской шайки Змей                    |
| Раду Мику         | бандит из Блэкуотерской шайки Вашингтон               |
| Овидиу Никулеску  | бандит из Блэкуотерской шайки Дарко                   |
| Эмиль Хоштина     | бандит из Блэкуотерской шайки Баптист                 |
| Ронан Саммерс     | бандит из Блэкуотерской шайки Рамос                   |
| Дэниел Лапейн     | шериф Эдендейла Боб Месси                             |

## Музыка
Музыка к фильму была написана британской электронной музыкальной группой Hybrid. Саундтрек был выпущен 15 октября 2013 года на лейбле Back Lot Records.
| №                   | Название                  | Длительность |
| ------------------- | ------------------------- | ------------ |
| 1.                  | «Meet The Blacksmith»     | 1:18         |
| 2.                  | «Beat The Devil’s Tattoo» | 3:31         |
| 3.                  | «The River To Edendale»   | 2:05         |
| 4.                  | «Gunfighters Are In Town» | 1:49         |
| 5.                  | «No Need To Be A Hero»    | 2:45         |
| 6.                  | «I Shot The Sheriff»      | 3:01         |
| 7.                  | «Deal With The Devil»     | 2:44         |
| 8.                  | «Guerrero Is Back»        | 2:48         |
| 9.                  | «Clock Starts Ticking»    | 2:14         |
| 10.                 | «The Meat Market»         | 4:40         |
| 11.                 | «They Killed My Husband»  | 2:09         |
| 12.                 | «Blackwater Siege»        | 2:07         |
| 13.                 | «It's Been A While»       | 4:00         |
| 14.                 | «Stay Sharp Guerrero»     | 3:15         |
| 15.                 | «Odds Favour House»       | 2:00         |
| 16.                 | «He’s My Brother»         | 6:09         |
| 17.                 | «Washington»              | 2:14         |
| 18.                 | «The Chase»               | 2:32         |
| 19.                 | «This Is The West»        | 4:14         |
| 20.                 | «Six Feet Under»          | 2:54         |
| Общая длительность: | Общая длительность:       | 58:38        |

## Производство
Съёмки хоррор-вестерна по сценарию Шейна Куна и Брендана Коулза проходили в 2012 году в Румынии; в частности, часть съёмок прошла в Бухаресте. Роль восставшего из мёртвых бандита-мстителя получил Дэнни Трехо, его предателя-брата сыграл Энтони Майкл Холл, а роль Дьявола досталась номинанту на «Оскар» Микки Рурку.

## Критика
Скотт Вайнберг с сайта Fearnet назвал «Мертвеца из Тумстоуна» «визуально забавным, но скучным в плане повествования». Тайлер Фостер из DVD Talk оценил фильм на 2/5 звезды и написал, что фильм теряет прекрасную идею из-за неумелой режиссуры. Патрик Ногл из DVD Verdict написал, что исполнение фильма не оправдывает ожиданий от его «увлекательной концепции». Дэвид Мейн из PopMatters оценил фильм на 6 звёзд из 10.

## Продолжение
В 2017 году вышел сиквел фильма — «Мертвец из Тумстоуна 2» (англ. Dead Again In Tombstone); Дэнни Трехо вернулся к роли Герреро де ла Круза.